# Cuatresia riparia
Cuatresia riparia är en potatisväxtart som först beskrevs av Carl Sigismund Kunth, och fick sitt nu gällande namn av Armando Theodoro Hunziker. Cuatresia riparia ingår i släktet Cuatresia, och familjen potatisväxter. Utöver nominatformen finns också underarten C. r. cuspidata.